# Fadenmethode
Die Fadenmethode ist eine minimalinvasive Ohranlegeoperation.  Die Methode gehört zu den Sonderformen der Ohranlegeoperationen. Im Unterschied zu anderen Sonderformen werden bei der Fadenmethode nicht zusätzlich Techniken der traditionellen Ohranlegeoperationen (siehe Otopexie) verwendet. Sie gehört zu den geschlossenen Ohranlegeoperationen, weil die Ohrmuschel zum Legen der Fäden nicht aufgeschnitten wird. Die Fadenmethode ist für alle abstehenden Ohren geeignet und neben der Ohranlegeoperation nach Mustardé die einzige Methode, bei der der Knorpel nicht durch Ritzungen geschwächt wird. Unter den minimalinvasiven Ohranlegeoperationen ist die Fadenmethode die am häufigsten angewandte Methode.
Ebenfalls als minimalinvasiv wird neuerdings eine Methode angeboten, die EarFold oder Earfold Methode heißt. Sie wird jedoch nicht den Kriterien einer minimalinvasiven Ohranlegeoperation gerecht, da bei ihr wie bei den traditionellen Ohranlegeoperationen Schnitte gemacht werden, von denen aus Haut vom Knorpel abgehoben wird, jedoch in geringerem Ausmaß.

## Geschichte
Die Technik der Fadenmethode sowie ihre Ergebnisse und möglichen Risiken wurde von Merck beschrieben. Gemäß seinen Angaben hat er sie 1995 entwickelt und ab 1996 bei einer großen Zahl von Patienten angewendet.

## Operationsmethode
Von 2 bis 3 Stichinzisionen auf der Ohrmuschelrückseite aus werden permanente, nicht resorbierbare (nicht auflösbare) Fäden mit einer speziellen Technik um den Knorpel der Anthelix gelegt, angezogen und verknotet, ohne dass das Ohr aufgeschnitten wird. Beim Anziehen der Fäden bewegt sich die Ohrmuschel in Richtung Kopf. Der Knorpel wird intakt gelassen. Das angelegte Ohr wird allein durch die Fäden in seiner neuen Position gehalten. Der Patient darf in einem Handspiegel während der Operation die neue Position seiner Ohren kontrollieren und mitbestimmen. Insoweit das Knorpelgerüst des Ohres ausreichend weit in das Ohrläppchen ragt, legt Merck auch abstehende Ohrläppchen mit der Fadenmethode an.
1995 hatte auch Fritsch 13 Patienten mit dieser Technik operiert, sich aber nicht allein auf sie beschränkt, sondern diese Technik mit der konventionellen Methode nach Furnas kombiniert. In seinen späteren Publikationen hat Fritsch diese Methode verlassen, weil er vermutete, dass dauerhafte Ergebnisse nur zu erzielen sind, wenn man den Knorpel zusätzlich auf der Vorderseite der Anthelixfalte stichelt, ritzt oder tief ein- und manchmal auch vollständig durchschneidet, was der konventionellen Ohranlegeoperation nach Stenström entspricht. Nach Meinung von Merck ist die Ergänzung mit der Methode nach Furnas und Stenström nicht erforderlich, was er anhand von mehreren Tausend operierten Ohren nachwies.

## Komplikationsmöglichkeiten und Risiken
Schmerzen; Fadenabstoßung; selten Entzündung; Rezidiv; sehr selten Fadengranulom oder Atherom; geringe, unbedenkliche Nachblutung (siehe auch Risiken im Kapitel Otopexie); geringe, sehr selten stärkere Asymmetrie.

## Belege
1. ↑  Hilko Weerda: Chirurgie der Ohrmuschel. Georg Thieme Verlag, 2004, ISBN 3-13-130181-3.
2. ↑  B. L. Kaye: A simplified method for correcting the prominent ear. In: Plastic and reconstructive surgery. Band 40, Nummer 1, Juli 1967, S. 44–48, PMID 5338774.
3. ↑  R. Mouly, Correction sans cicatrice des oreilles décollées. Ann. Chir. Plast., 16, 55-59, 1971
4. ↑  I. J. Peled: Knifeless otoplasty: how simple can it be? In: Aesthetic plastic surgery. Band 19, Nummer 3, 1995 May-Jun, S. 253–255, PMID 7668173.
5. ↑  M. H. Fritsch: Incisionless otoplasty. In: Otolaryngologic clinics of North America. Band 42, Nummer 6, Dezember 2009, S. 1199–208, Table of Contents, doi:10.1016/j.otc.2009.09.003, PMID 19962016.
6. ↑  H. Tramier: Personal approach to treatment of prominent ears. In: Plastic and reconstructive surgery. Band 99, Nummer 2, Februar 1997, S. 562–565, PMID 9030170.
7. ↑  T. R. Vecchione: Needle scoring of the anterior surface of the cartilage in otoplasty. In: Plastic and reconstructive surgery. Band 64, Nummer 4, Oktober 1979, S. 568, PMID 482446.
8. 1 2  W.H. Merck: Die Fadenmethode nach Dr. Merck. J. Aesth. Chir. 209-220, 2013
9. ↑  W.H.Merck: Ohrmuschelkorrektur ohne Hautschnitt - die Fadenmethode von Merck. In: K.Bumm (Hrsg.): Korrektur und Rekonstruktion der Ohrmuschel. Springer, 153–169, 2017
10. ↑  M.H. Fritsch: Incisionless Otoplasty. Laryngoscope. 105, 1–11, 1995
11. ↑  Furnas, D. (1968). "Correction of prominent ears by concha mastoid sutures." Plast Reconstr Surg 42:189
12. ↑  M.H. Fritsch: "Incisionless Otoplasty". Facial Plastic Surgery 20, 267–70, 2004
13. ↑  M.H. Fritsch: Incisionless Otoplasty. Otolaryngol. Clin. N. Am. 42, 1199–1208, 2009
14. ↑  M.H. Fritsch: "Ohranlegung ohne Hautschnitt (Incisionless otoplasty. A review). "J Aesthet Chir, 6. 203-208, 2013